# Cleyton Alexandre Silva
Cleyton Alexandre Silva (* 8. März 1983 in Jacareí) ist ein ehemaliger brasilianischer Fußballspieler, der im offensiven Mittelfeld spielte und die griechische Staatsbürgerschaft besitzt.

## Karriere
Cleyton begann seine Profikarriere 2004 beim griechischen Verein Apollon Kalamarias aus Thessaloniki, wo er bis 2006 unter Vertrag stand und auf 49 Einsätze und 18 Tore kam. 2006 wechselte er zum Ligakonkurrenten AE Larisa, wo er einen Zweijahresvertrag erhielt. Mit Larisa debütierte Silva in der Saison 2007/08 erstmals im UEFA-Pokal und erzielte dabei in sieben Begegnungen drei Tore. Seit 2008 spielt er bei Panathinaikos Athen, wo er einen Vierjahresvertrag unterzeichnete.
Zur Saison 2012/13 wechselte er zum türkischen Erstligisten Kayserispor. Nach der Hinrunde der Saison 2013/14 löste er nach gegenseitigem Einvernehmen mit dem Verein seinen Vertrag auf und verließ die Zentralanatolier. Anschließend heuerte er bei Dinamo Zagreb an.
An einer Station bei Skoda Xanthi kehrte er im Sommer 2015 in die Türkei zurück und heuerte beim Zweitligisten Elazığspor an. Nach einer halben Saison zog er zu Göztepe Izmir weiter.
Zum Sommer 2016 wechselte er zu Omonia Nikosia und kehrte mit seinem Wechsel während der Sommertransferperiode 2017 zum Istanbuler Zweitligisten Ümraniyespor in die Türkei zurück. 2019 beendete er seine aktive Laufbahn bei Iraklis Thessaloniki.

## Erfolge
Panathinaikos Athen
- Griechischer Meister: 2009/10
- Griechischer Pokalsieger: 2009/10

Dinamo Zagreb
- Kroatischer Meister: 2013/14